# Jasper Francis Cropsey
Jasper Francis Cropsey (Rosseville, 18 febbraio 1823 – Hastings-on-Hudson, 22 giugno 1900) è stato un pittore statunitense.

## Biografia
Jasper Cropsey nacque in una cittadina dello Stato di New York (Isola di Staten Island), nella fattoria di suo padre, Jacob Rezeau Cropsey, primo di otto figli. Da ragazzo fu di salute cagionevole, e pertanto, quando non era in grado di andare a scuola, imparò da solo a disegnare stando in casa. I suoi primi tentativi erano degli schizzi architettonici e dei paesaggi, tracciati su un blocco note o sui margini dei libri scolastici. Educato come un futuro architetto, Cropsey aprì un suo studio nel 1843, ma seguì i corsi della National Academy of Design per studiare acquarello e disegno dal vero sotto la guida di Edward Maury.
Nel 1844 esibì per la prima volta i suoi lavori in seno all'Accademia. Appena un anno dopo fu nominato membro associato dell'Accademia stessa e, da quel momento, si dedicò esclusivamente alla pittura dei paesaggi. Poco tempo dopo espose i suoi quadri in una mostra intitolata "Italian Compositions". Nel 1847 Cropsey sposò Maria Cooley e si recò con lei in Europa, fermandosi due anni, dal 1847 al 1849, per visitare l'Inghilterra, la Francia, la Svizzera e l'Italia. Al suo ritorno, nel 1851, l'Accademia lo elesse membro effettivo.
Cropsey fu amico personale di Henry P. Tappan, presidente dell'Università del Michigan dal 1852 al 1867, e proprio su invito di costui egli si recò nel 1855 ad Ann Arbor dove realizzò due quadri: L'osservatorio di Detroit e una vista del paesaggio del Campus. Lo stesso anno ripartì per l'Europa dove rimase, questa volta, per sette anni, risiedendo a Londra. Inviò i suoi lavori alla Royal Academy e all'Expo del 1862. Tornato in patria aprì uno studio a New York e si specializzò in paesaggi autunnali delle regioni del Nord-Est, spesso idealizzati e realizzati con colori vivaci. Nel 1866, assieme ad altri dieci artisti, co-fondò l'American Society of Painting in Watercolors.
Nel 1869 Cropsey fece costruire un palazzo in stile neogotico di 29 stanze a Warwick, che chiamò Aladdin. Visse quindi a New York City, ma con frequenti periodi a Warwick, fino a che vendette il palazzo nel 1884. Nel 1885 decise di lasciare la grande città per trasferirsi ad Hastings-on-Hudson, un villaggio nella Contea di Westchester. Morì nel 1900, a 77 anni, dimenticato e anonimo. Cropsey e sua moglie sono sepolti nello Sleepy Hollow Cemetery a Sleepy Hollow.
La sua casa con il suo studio, che aveva chiamato Ever Rest, e che conteneva la più vasta collezione delle sue opere, vennero aperti al pubblico dalla Newington-Cropsey Foundation. Soltanto dopo sessanta anni dalla sua scomparsa Cropsey fu "riscoperto" dai collezionisti e dai galleristi. Oggi i suoi quadri si trovano nei maggiori musei americani.

## L'opera pittorica di Cropsey
Durante tutta la sua vita Cropsey mantenne vivo il suo interesse per l'Architettura ed essa ebbe una notevole influenza sul suo stile. Ciò appare più evidente nella cura con cui egli delineava i profili e le forme. Ma Cropsey è comunque assai più noto per il suo vivo cromatismo che esprimeva in una generosa profusione di colori. In quanto artista della prima generazione della Hudson River School, dipinse paesaggi autunnali che colpiscono l'osservatore per la loro audacia e vivacità cromatica. Cropsey, d'altronde, fu sempre convinto che la rappresentazione del paesaggio fosse la più alta forma d'arte, poiché la natura è una diretta manifestazione del Creatore. Egli, inoltre, avvertì uno stretto legame fra la natura stessa e il carattere della sua patria, concependo i suoi quadri come la raffigurazione delle rudi, selvagge e incontaminate qualità dell'America.

## I musei
Fra i principali musei che accolgono oggi opere di Jasper Cropsey vi sono:
- National Gallery of Art
- Metropolitan Museum of Art
- Los Angeles County Museum of Art
- Detroit Institute of Art
- Timken Museum of Art di San Diego
- Honolulu Museum of Art
- Fine Arts Museum of San Francisco
- Denver Art Museum
- Princeton University Art Museum
- Museum of Fine Arts di Boston
- Opere di Jasper Cropsey sono presenti all'interno della Casa Bianca.

## Immagini di opere di Cropsey

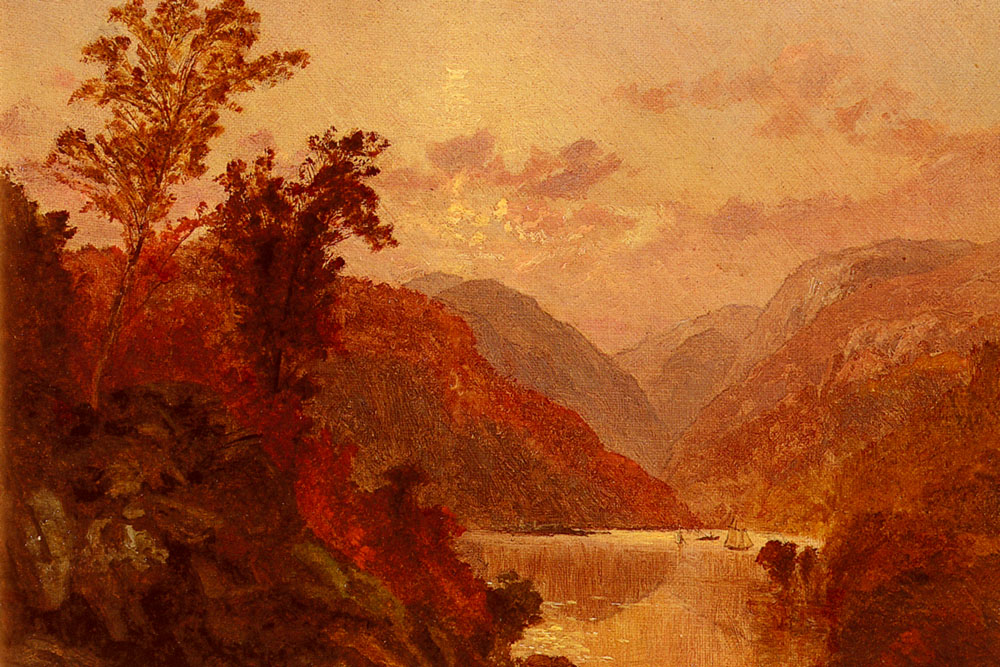
La regione montuosa dell'Hudson
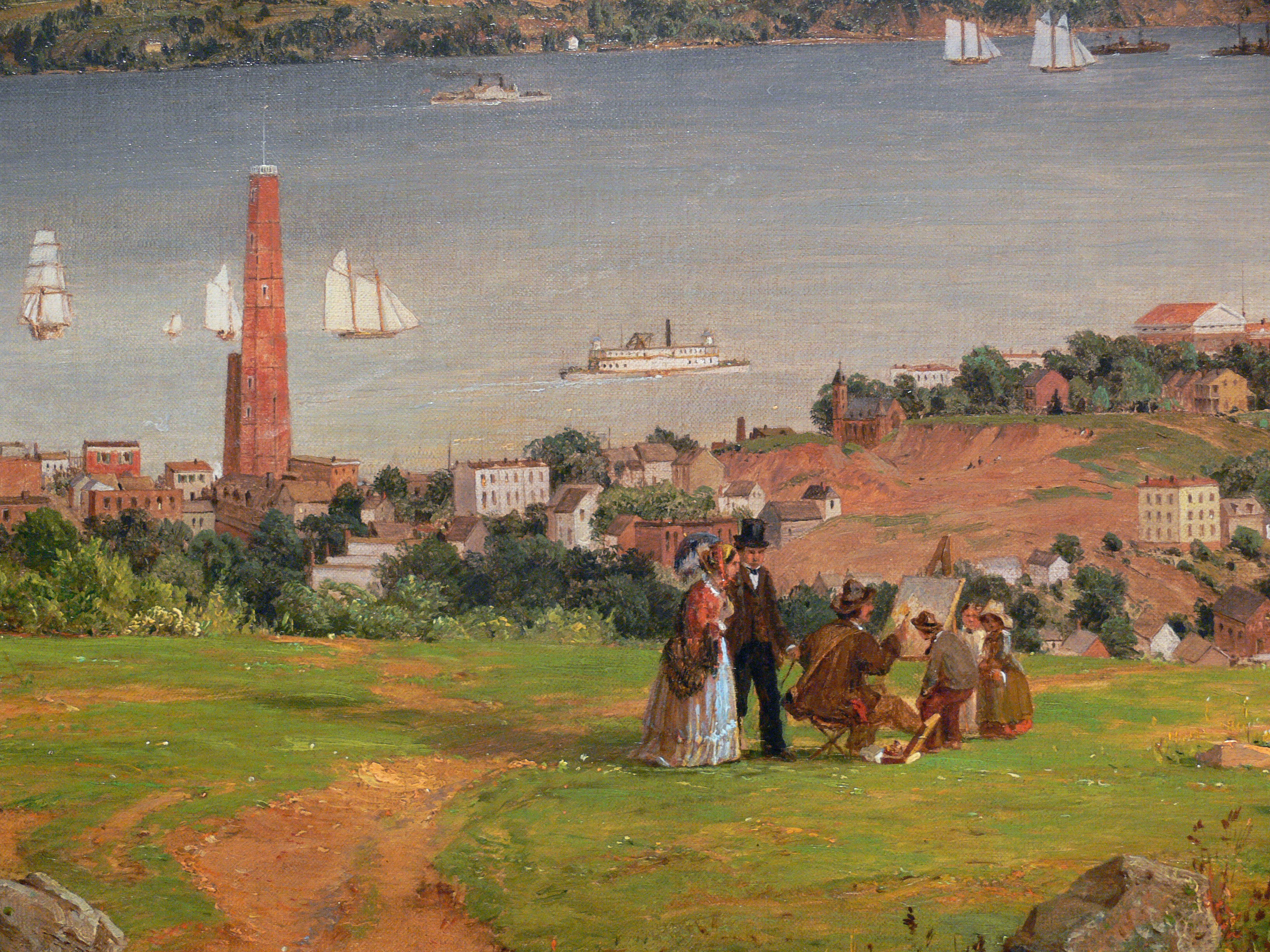
Lo stretto di Staten Island
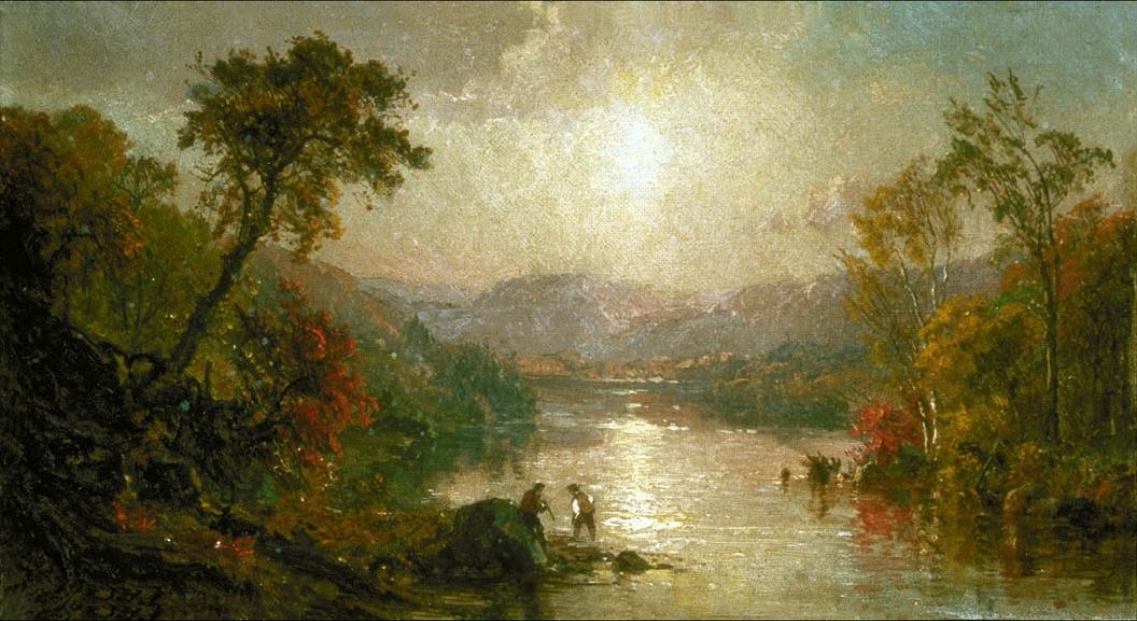
Estate indiana
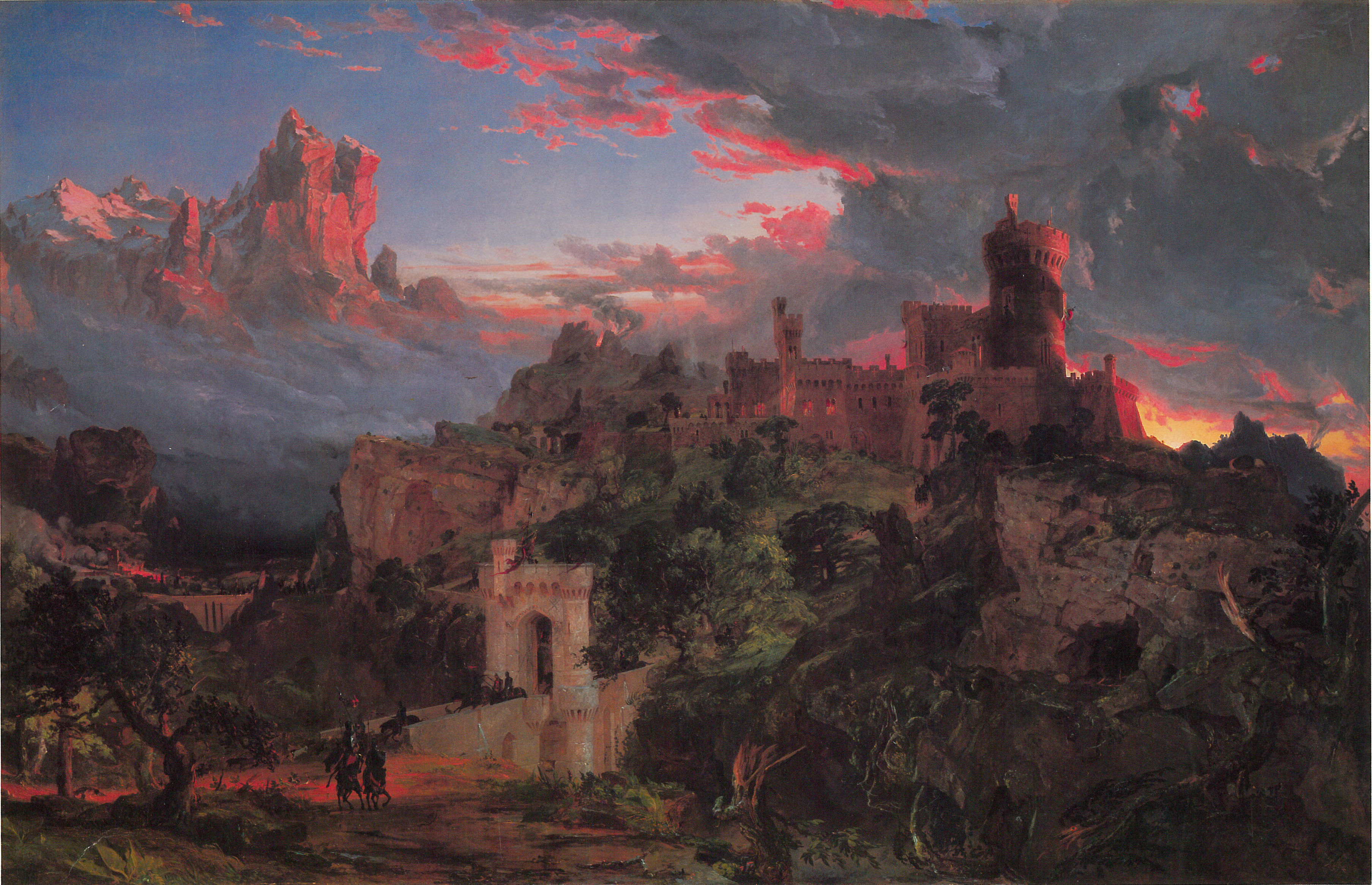
Lo spirito della Guerra
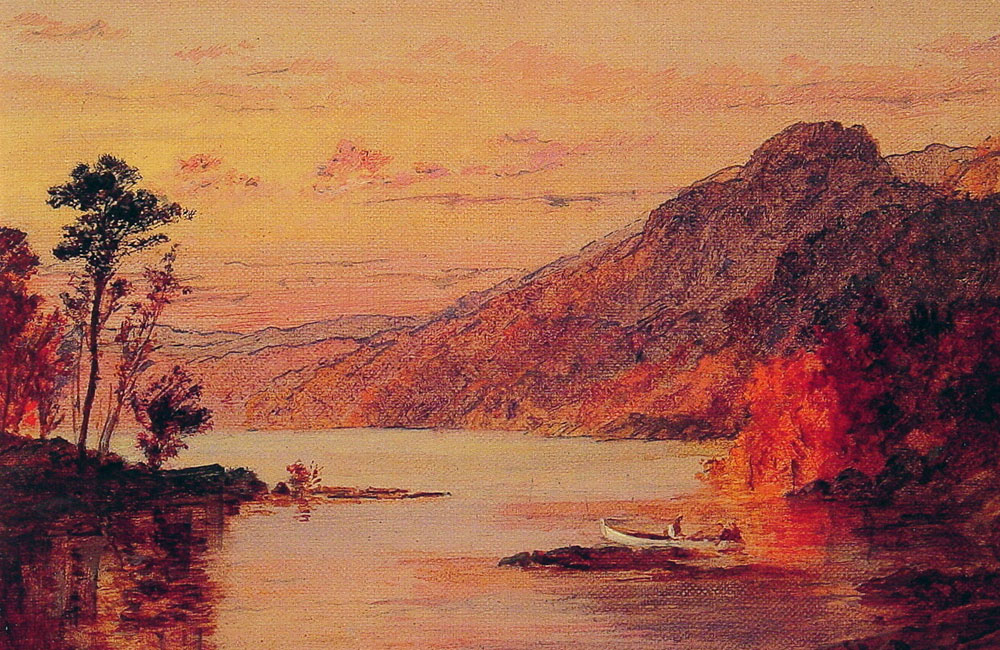
Lago sui monti Catskill
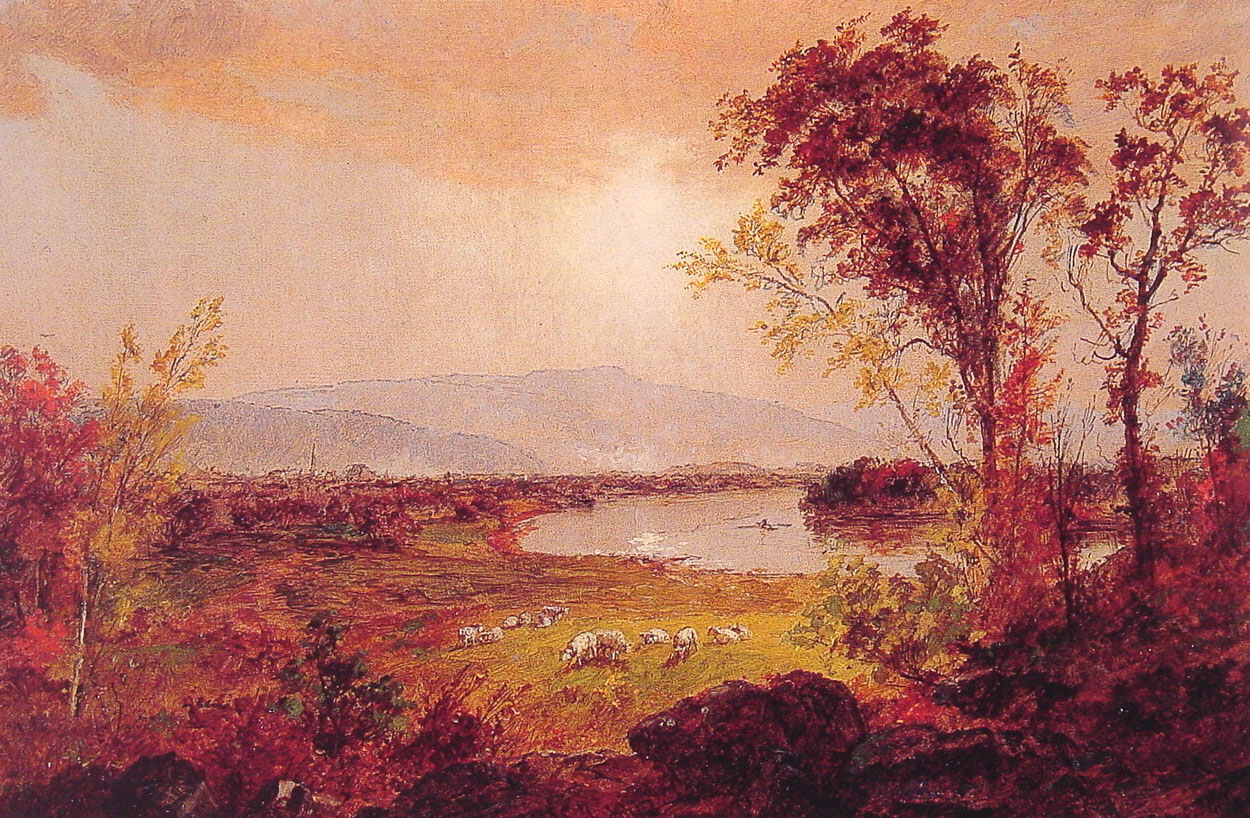
Un'ansa del fiume
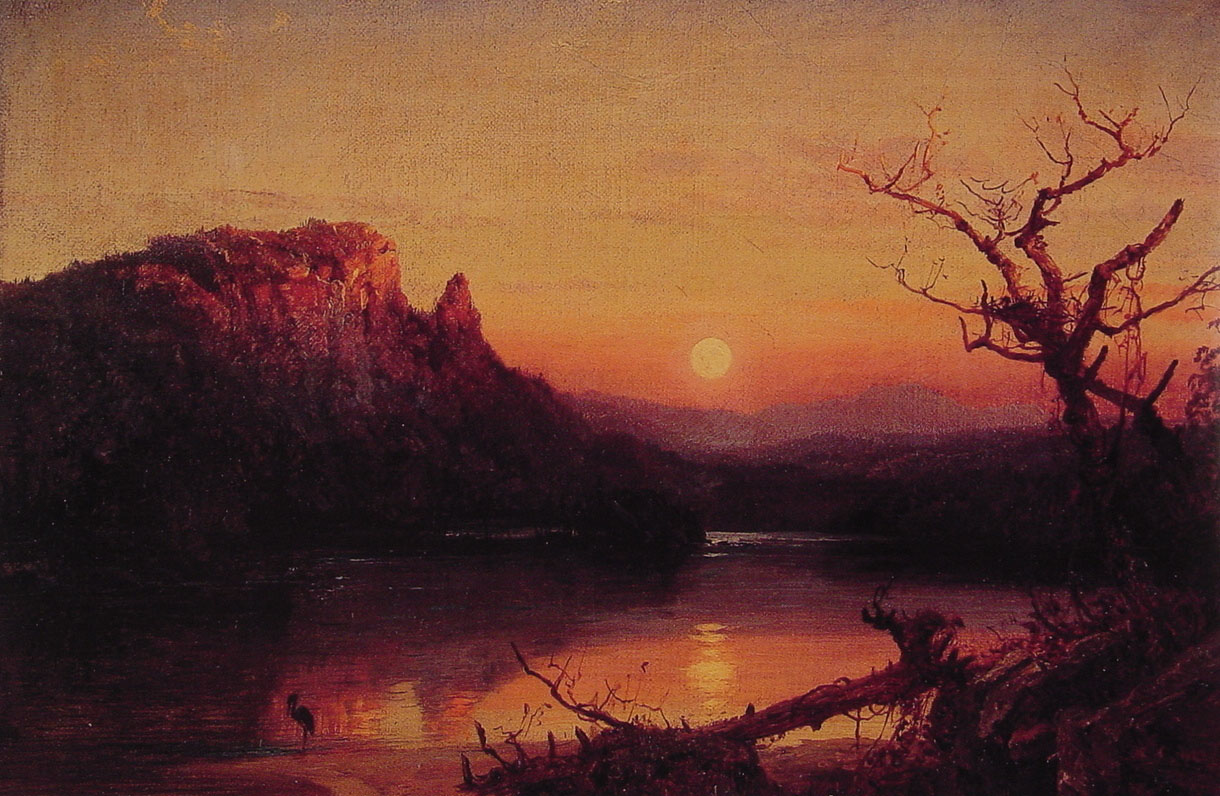
Tramonto a Eagle Cliff
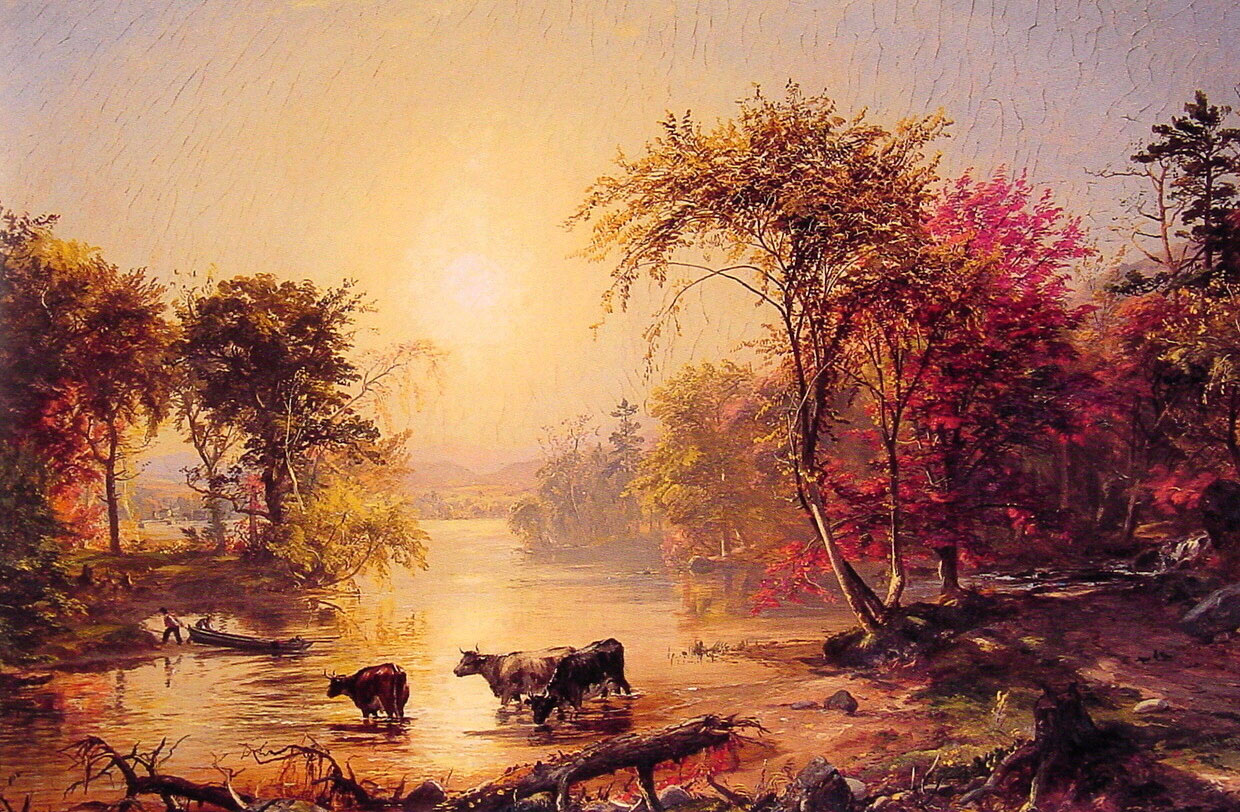
Autunno in America
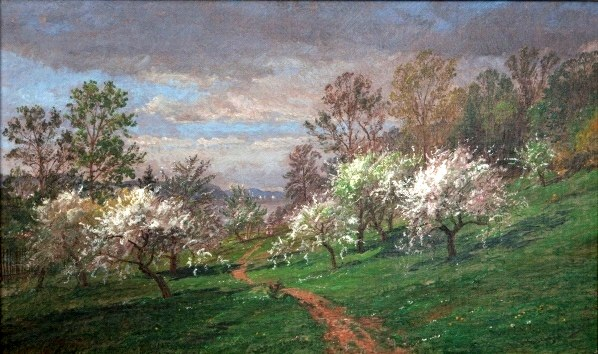
Meli in fiore
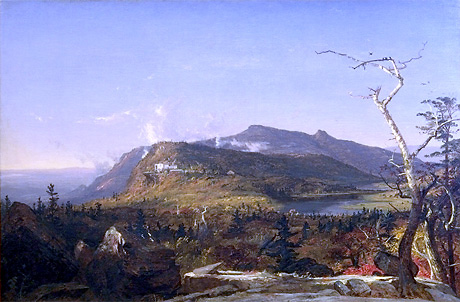
Casa sui monti Catskill
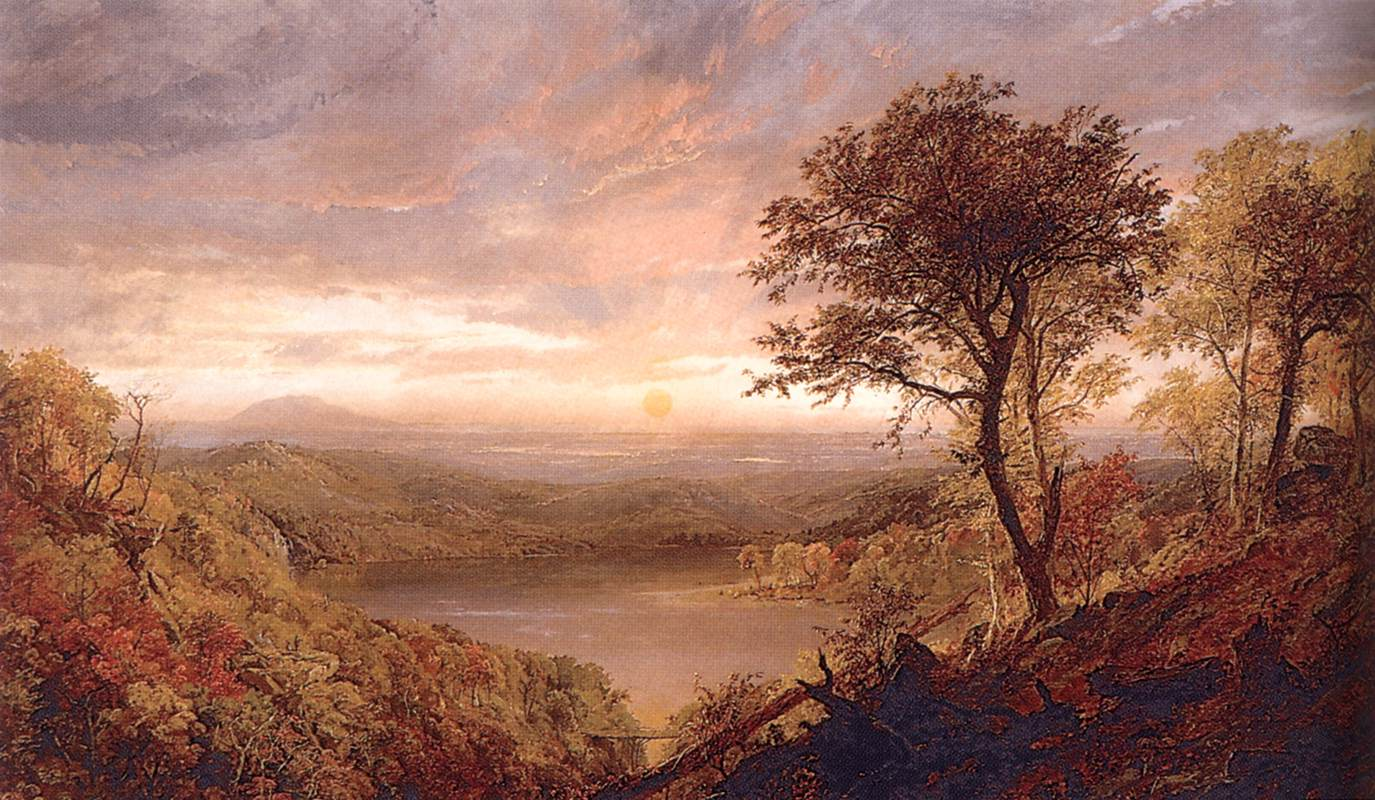
Il lago Greenwood
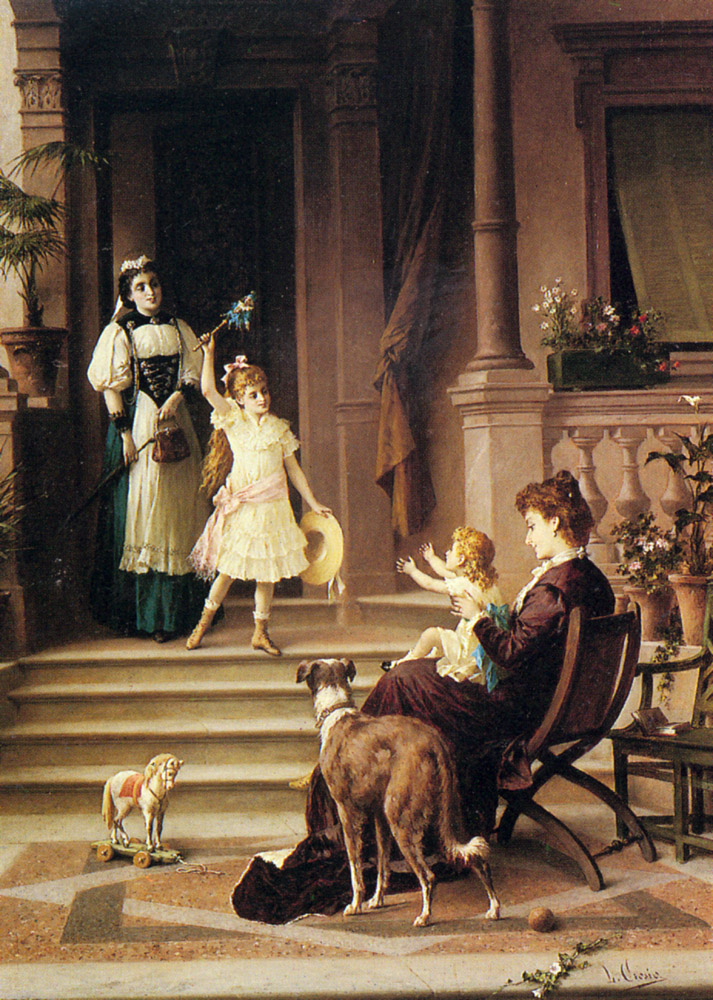
Le sorelle di Luigi Crosio

## Fonti
- (EN) Applletons Cyclopedia of American Biography (1887-1889),  p. 16.